# Аноксія
Аноксія (грец. an — негативна частка, грец. oxygenium — кисень) — відсутність кисню в організмі або в окремих органах, тканинах, крові (аноксемії). Спершу аноксію називали також і гіпоксією — нестача кисню в організмі. При дійсній загальній аноксії незабаром настає смерть.